# Sumaq kawsay

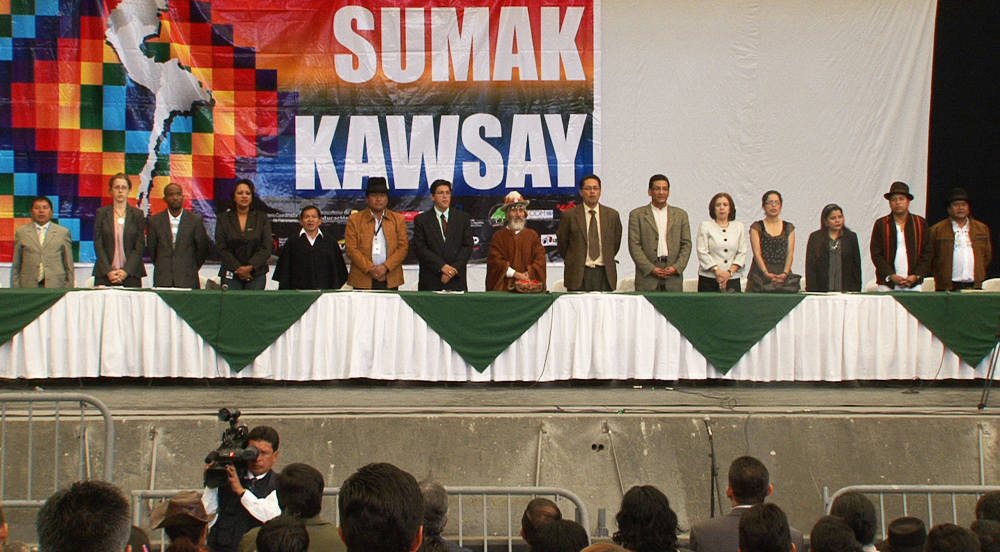
Primer encuentro de los pueblos y nacionalidades andinas por el «Sumak kawsay» (Ecuador - 2011).

Sumaq kawsay (también Shumaq kawsay o Sumak kawsay, dependiendo de la lengua quechua) es un neologismo en quechua creado en la década de 1980 como propuesta política y cultural de organizaciones indigenistas. Posteriormente, fue adoptado por los gobiernos del movimiento por el socialismo del siglo XXI en Ecuador y Bolivia. El término alude a un modelo de socialismo independiente de las teorías europeas, basado en un estilo de vida comunitario y ancestral de los pueblos quechuas, promovido como alternativa de organización social y estatal.
En Ecuador se ha traducido como buen vivir, aunque expertos en quechua consideran que la expresión más precisa sería vida en plenitud. En Bolivia, su equivalente en aimara es suma qamaña, traducido como vivir bien.
En su significado original en quechua, sumak refiere a la realización ideal y armoniosa del mundo, mientras que kawsay significa "vida", entendida como una existencia digna, equilibrada y en plenitud. Conceptos similares se encuentran en otros pueblos indígenas, como el teko kavi (vida buena) y teko porã (buena vivir o "buen modo de ser") entre los guaraníes de Bolivia, Argentina y Paraguay; así como en las cosmovisiones de los mapuche (Chile y Argentina),  los achuar (Amazonía ecuatoriana), los maya (Guatemala y México) y los gunadules (Panamá).
Desde finales de la década de 1990, el sumak kawsay ha evolucionado como una propuesta política que promueve el "bien común", la responsabilidad social y una relación armónica con la "Madre Naturaleza", en oposición al modelo económico basado en la acumulación de bienes. Esta visión, promovida por movimientos indígenas e intelecturales de Ecuador y Bolivia, fue incorporada en las Constituciones de Ecuador (2008) y Bolivia (2009).
Economistas Alberto Acosta o Magdalena León han señalado que el concepto no constituye una teoría acabada, sino una propuesta en desarrollo, abierta a reinterpretaciones y mejoras.

## Principios delsumaq kawsay
Para el filósofo andino Javier Lajo el sumak kawsay puede ser entendido como el "pensar bien, sentir bien para hacer bien con el objetivo de conseguir la armonía con la comunidad, la familia, la naturaleza y el cosmos" El "sumak kawsay" ancestral considera a las personas como un elemento de la Pachamama o "Madre Tierra" (madre mundo). Así, a diferencia de otros paradigmas, el buen vivir moderno, inspirado en la tradición indígena, buscaría el equilibrio con la naturaleza en la satisfacción de las necesidades ("tomar solo lo necesario" con vocación para perdurar), sobre el mero crecimiento económico.
El sumak kawsay es un paradigma que se establece en cinco principios: Sin conocimiento o sabiduría no hay vida (Tucu Yachay), Todos venimos de la madre tierra (Pacha Mama), la vida es sana (hambi kawsay), La vida es colectiva (sumak kamaña) y todos tenemos un ideal o sueño (Hatun Muskuy).
El sumak kawsay (Buen Vivir) para la concepción andina, es el equilibrio entre sentir bien (‘Allin Munay’) y pensar bien (‘Allin Yachay’) lo que da como resultado el hacer bien (‘Allin Ruay’) para lograr la armonía señala el filósofo Javier Lajo.
Este principio de vida basado en la cosmovisión indígena andina y en los saberes ancestrales en general se basa en:
- la relacionalidad que se refiere a la interconexión entre todos los elementos de un todo;
- la reciprocidad que tiene que ver con la relación recíproca entre los mundos de arriba, abajo, ahora, entre seres humanos y naturaleza, una especie de coparticipación;
- la correspondencia que se refiere a que los elementos de la realidad se corresponden de una manera armoniosa, a manera de proporcionalidad
- la complementariedad que se basa en que los opuestos pueden ser complementarios, ya que nada está por demás.

El sumak kawsay, el Buen Vivir o la espléndida existencia choca con la idea de progreso ilimitado. La Pachamama o la madre naturaleza tiene un límite, que impide un desarrollo ilimitado, un crecimiento a costa del “otro”- la naturaleza que incluye a los seres humanos-, para asumir esta relación en armonía se requiere re-entender y aplicar la complementariedad y la cooperación –no la acumulación-.
En la nueva economía y la reconceptualización de la idea del trabajo, se incluye la dimensión de los cuidados, un eje central de la existencia humana. En el buen vivir, hombres y mujeres reivindican cuidados para la naturaleza, pero también deben hacerse conscientes de su necesidad de ser cuidados/as, señala Magdalena León que desde una perspectiva feminista, introduce el concepto de “economía del cuidado humano”.
El sumak kawsay contempla la relación de armonía con la sociedad, entendida ésta como el espacio más amplio, “globalizado” y ámbito del sistema y cultura dominante, en la intención de recrear y ejercer la interculturalidad, y la plurinacionalidad, preceptos fundamentales de esta propuesta de vida.

## Historia del concepto
Los investigadores señalan la dificultad de rastrear la utilización del concepto en el tiempo, sin embargo muchos autores coinciden en señalar que la propuesta teórica y política toma fuerza en la década de 1990. En el caso ecuatoriano emergió con fuerza la presencia política de los movimientos indígenas construyendo una serie de iniciativas educativas internas y de programas de cooperación internacional que promovían los principios del buen vivir. También en Bolivia el suma qamaña o "vivir bien" apareció por el impulso de los movimientos indígenas y por grupos de intelectuales de izquierda.
La socióloga Guadalupe Rivadeneira señala que el concepto de sumak kawsay ha sido vivido "desde siempre" y aparece recién sistematizado y conceptualizado en 1994 por los kichwas amazónicos de la Organización de Pueblos Indígenas de Pastaza (OPIP) que entienden su chacra como la expresión del sumak kawsay.

## Definiciones
Fernando Huanacuni Mamani uno de los iniciadores de la sistematización de las diferentes visiones de los pueblos ancestrales, lo traduce como proceso de vida en plenitud 
Por lo tanto el suma tamaña o sumak kawsay es el proceso de la vida en plenitud. La vida en equilibrio natural y espiritual. La magnificencia y lo sublime se expresa en la armonía, en el equilibrio interno y externo de una comunidad.
Es el camino y el horizonte de la comunidad, alcanzar el suma qamaña o sumak Kawsay, que implica primero saber y luego, saber relacionarse o convivir con todas las formas de existencia.
David Choquehuanca, explica que el Vivir Bien o Buen Vivir es... 
vivir en armonía con los demás seres humanos y la naturaleza, sobre la base de la unidad, la solidaridad y la empatía, retomando los principios ancestrales de los pueblos de la región. Esta mirada no es antropocéntrica y ni siquiera egocéntrica: formamos parte de la misma unidad y así como “nosotros somos montañas que caminan, los árboles son nuestros hermanos”, según Choquehuanca. Del mismo modo, el Buen Vivir es buscar la vida en comunidad, donde todos los integrantes se preocupan por todos. Lo más importante es la vida en un sentido amplio, no el individuo ni la propiedad. Tal cosmovisión en búsqueda de la armonía exige, como es obvio, la renuncia a todo tipo de acumulación.
Luis Macas, abogado quechua y expresidente de la CONAIE señala:
…el Sumak, es la plenitud, lo sublime, excelente magnífico, hermoso(a), superior. Kawsay, es la vida, es ser estando. Pero es dinámico, cambiante, no es una cuestión pasiva. Por lo tanto el sumak kawsay sería la vida en plenitud. La vida en excelencia material y espiritual .
(...) Para los Pueblos Indígenas o las Naciones Originarias, este concepto es producto de todo un acumulado histórico milenario, proviene desde su vivencia de hace miles de años, así como de las experiencias de lucha de resistencia de nuestras Naciones. Por lo tanto, este concepto no aparece de la casualidad, ni nace en la Constitución de la República Ecuatoriana, el Sumak Kawsay, se origina en el centro de la vida comunitaria, es la esencia del sistema de vida comunitaria y se explica en el ejercicio y práctica cotidiana de nuestras comunidades, es lo vital de la matriz civilizatoria de nuestros Pueblos, que aún tiene vigencia, a pesar de la interrupción violenta de la colonialidad y la agresión del modelo capitalista. 

## Influencia en la legislación de Ecuador

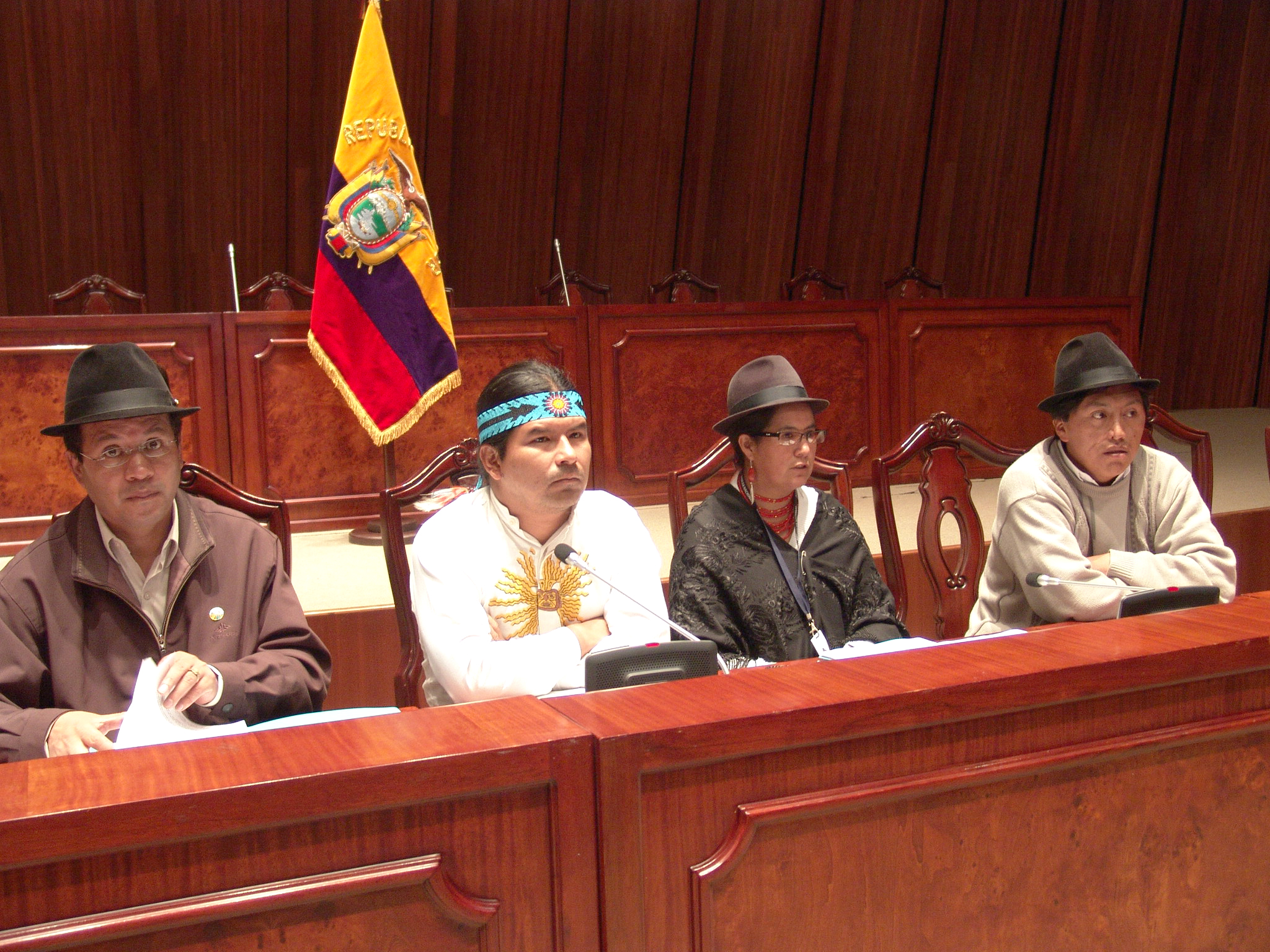
Presentación del Proyecto de Ley para respetar la Pachamama y Derechos de la Naturaleza. Asamblea de Ecuador (2009)

El concepto del Buen vivir ha tenido una importante influencia en el espíritu y la redacción de las nuevas constituciones de Ecuador (2008) y de Bolivia (2009) y ha permitido el desarrollo de nuevas leyes y de conceptos como el de Derechos de la Madre Naturaleza.
La constitución ecuatoriana incorpora los principios del buen vivir o Sumak Kawsay en sus artículos 275° a 278° (Título VI: Régimen de Desarrollo), donde especifica que: "El Buen Vivir requerirá que las personas, comunidades, pueblos y nacionalidades gocen efectivamente de sus derechos, y ejerzan responsabilidades en el marco de la interculturalidad, del respeto a sus diversidades, y de la convivencia armónica con la naturaleza".
De acuerdo con el Plan Nacional del Buen Vivir para la República del Ecuador (2009-2013), los elementos que lo constituyen son:
1. la satisfacción de las necesidades.
2. calidad de vida.
3. muerte digna.
4. amar y ser amado.
5. florecimiento saludable de todos en armonía con la naturaleza.
6. prolongación indefinida de las culturas.
7. tiempo libre para la contemplación.
8. la emancipación y ampliación de las libertades, capacidades y potencialidades.[14]

## Críticas
El escritor y académico Andrés Ortiz considera que Rafael Correa no puede pretender ser el autor y único guardián del arte de vivir bien y que se trata de una estrategia discursiva creada para legitimar el proyecto político de Rafael Correa. En su crítica menciona a la filóloga Ileana Almeida, el lingüista Fabián Potosí o el politólogo indígena Luis Tuaza que plantean que el concepto de Sumak kawsay no necesariamente formaba parte de la tradición lingüística quichua.
Por otro lado algunas críticas apuntan a la necesidad de no idealizar lo que fueron las sociedades precolombinas ni de ignorar las contradicciones existentes hoy día en los pueblos autóctonos recordando que las relaciones de autoridad, el estatuto de la mujer y el respeto a la vida humana no fueron siempre ejemplares en estos grupos sociales.